# Перинатальні інфекції
Перинатальні інфекції — захворювання плоду або новонароджених внаслідок гематогенного (трансплацентарного), амніального, висхідного або низхідного інфікування в пізній фетальний період (після 22-го тижня вагітності) і клінічно проявляються в ранній неонатальний період.
Термін «внутрішньоутробне інфікування» і «внутрішньоутробна інфекція» не є синонімами.
Внутрішньоутробне інфікування — це інвазія мікроорганізмів в організмі плоду, що не завжди призводить до розвитку патологічних змін. Внутрішньоутробне інфікування відбувається значно частіше порівняно з розвитком клінічних проявів хвороби.
Внутрішньоутробна інфекція — це захворювання плоду, що виникло внаслідок гематогенної (трансплацентарної) інвазії переважно вірусної або токсикоінфекції, або інфекційне ураження новонародженого. Ураження плоду відбувається переважно протягом раннього фетального періоду (9 — 22-й тиждень вагітності) і супроводжується формуванням природжених аномалій розвитку або специфічного симптомокоплексу (ЗВУР, гідроцефалія, кальцифікати мозку, гепатоспленомегалія , тяжка жовтяниця).

## Етіологія
Перелік безумовних збудників досить великий і включає десятки видів практично всіх класів організмів — від вірусів до найпростіших і грибів.

## Класифікація перинатальних інфекцій
| Залежно від шляху інфікування: | Залежно від виду збудника:                                     |
| --- | -------------------------------------------------------------- |
| - трансплацентарні - висхідні - контактні - інфекції, що передаються через грудне молоко - інфекції, що передаються через продукти крові - внутрішньогоспітальні інфекції | - бактеріальні - вірусні - спірохетозні - протозойні - змішані |